# Kralj Hiss
Kralj Hiss (eng. King Hiss), također i kralj Hsss, izmišljeni lik iz Mattelove franšize Gospodari svemira. On je zao vrhovni vođa okrutne i neustrašive rase Ljudi zmija koja je u prošlosti pokušala osvojiti i porobiti čitavu planetu Eterniju, ali su kralj Hiss i njegovi sljedbenici bili spriječeni, savladani i protjerani u drugu dimenziju.
Stoljećima kasnije, Skeletor je otkrio tajni višedimenzionalni zatvor u kojem su se nalazili Ljudi zmije te ga je otvorio i oslobodio ih nakon dugog niza stoljeća provedenih u zarobljeništvu. Kralj Hiss i Skeletor su ustanovili labav i međusobno nepovjerljiv savez s ciljem da poraze He-Mana i osvoje Dvorac Siva Lubanja koji čuva tajnu moć. Poslije više poraza, kao kraljica Ljudi zmija nametnula se Lady Slither, vođa frakcije Ljudi zmija.

## Povijest lika
Kralj Hiss je okrutni i moćni vladar Ljudi zmija koji je u davnoj prošlosti pokušao osvojiti planet Eterniju, ali ga je u tome spriječilo Vijeće mudraca i protjeralo njega i njegove sljedbenike u drugu dimenziju gdje su ostali zatočeni stoljećima. Izgled mu je humanoidan, ali ima sposobnost presvlačenja zmijske kože i pretvaranja u zmijoliko stvorenje od pasa prema gore. Tada ima pet zmijskih glava, od kojih je jedna središnja i dominantna. Posjeduje sposobnost korištenja magije.
Nije se pojavio u originalnoj Filmationovoj animiranoj seriji He-Man i Gospodari svemira (1983. – 1985.), jer je u trenutku izdavanja njegove akcijske figure serija već bila završena. Svoju filmsku premijeru doživio je u drugoj sezoni animirane serije He-Man i Gospodari svemira produkcijske kuće Mike Young Productions, 2003. godine.

## Originalni mini stripoviGospodari svemira
U mini stripovima je kralj Hiss okrutni vladar Ljudi zmija zarobljen davno u drugoj dimneziji iz koje ga oslobađa potomak zmijolikih humanoida, Kobra Khan. Nakon što su Hiss i dio njegovih sljedbenika, poput Tung Lashora i Rattlora bili oslobođeni, stvorili su labav i nepouzdan savez sa Skeletorom i njegovim Zlim ratnicima, kako bi zajedno pobijedili He-Man i osvojili dvorac Siva Lubanja.

## Televizijska adaptacija lika

### He-Man i Gospodari svemira (2002. - 2004.)
Ljudi zmije predvođene kraljem Hsss-om, kako se zove u animiranoj seriji He-Man i Gospodari svemira u produkciji Mike Young Productionsa, pojavljuju se u drugoj sezoni pod naslovom Gospodari svemira protiv Ljudi zmija. U seriji je prikazano kako su kralj Hsss i Ljudi zmije u dalekoj prošlosti vladali Eternijom iz svog sjedišta Zmijske planine, odakle su terorizirali čitavu planetu i njene stanovnike. Njihovu vlast nad Eternijom osporio je Hordak, vođa Zle Horde koji se sukobio s kraljem Hsss-om i Ljudima zmijama, ali je njegov napad na dvorac Siva Lubanja i kralja Grayskulla završio tako što je usisan u drugu dimenziju pod nazivom Despondos, zajedno sa svojim ratnicima.
Kralj Hsss i Ljudi zmije ostali su jedina prijetnja miru na Eterniji, zbog čega je Vijeće staraca, oformljeno nakon smrti kralja Grayskulla i ispunjeno njegovom neizmjernom moći, savladalo kralja Hsss-a i njegove zle ratnike i prognalo ih u Prazninu. Stoljećima kasnije, kralj Hsss i Ljudi zmije su se oslobodili iz Praznine, zahvaljujući njihovom potomku, Kobri Khanu. Kralj Hsss je bio oslobođen tek u drugom pokušaju, nakon Rattlora, jer su He-Man i svemirski djelitelj pravde Zodac bili prethodno porazili Ljude zmije i ponovno ih zarobili u Praznini. Kada se oslobodio, uz pomoć Evil-Lyn koja je izdala svoga gospodara Skeletora, kralj Hsss je napao Zmijsku planinu te porazio Skeletora i njegove Zle ratnike i preuzeo vlast nad svojim pradavnim sjedištem.
U jednom trenutku, Hsss je napao dvorac Sive Lubanje i ugrozio samu Čarobnicu koju je otrovao svojim zmijskim otrovom, ali su He-Man i Zodac uspjeli poraziti Hsss-a i baciti ga u bezdan, nakon čega su Ljudi zmije pobjegli. Nešto kasnije se pokazalo da je Hsss ipak uspio preživjeti te je okupio svoje ratnike i oživio moćnog boga Ljudi zmija, Serposa, dajući mu zapovijed da uništi dvo.rac Sivu Lubanju. Ipak, Zodac je uspio savladati i ubiti Hsss-a tako da je natjerao Hsss-ove četiri glave, dok je bio u zmijskom obliku, da napadnu središnju i unište je, a He-Man je porazio Serposa, okamenio ga i vratio na Zmijsku planinu.
Budući da je animirana serija bila ukinuta usred druge sezone, daljnji događaji iz nerealizirnaog scenarija mogu se doznati iz kasnijeg stripa koji je dovršio priču iz druge sezone nedovršenog serijala. Hsss-ovo beživotno tijelo je bilo prebačeno u zatvor na Eternosu, odakle ga je izvukao Skeletor. Hsss je uspio regenerirati središnju glavu, a potom se oslobodio iz Skeletorovog zarobljeništva. Skeletor i Hsss su se sukobili u Zmijskoj planini, a njihov dvoboj je zaustavljen dolaskom Zlih ratnika i Ljudi zmija, nakon čega se Hsss povukao sa svojim ratnicima.

## Vanjske poveznice
- Kralj Hiss – he-man.fandom.com (engl.)
- Kralj Hssss - he-man.fandom.com (engl.)
- Kralj Hiss – villains.fandom.com (engl.)